# فينتشنزو إسبوزيتو
فينتشنزو إسبوزيتو (بالإيطالية: Vincenzo Esposito)‏ مواليد 1 مارس 1969 في كازيرتا، كامبانيا، إيطاليا، هو لاعب كرة سلة إيطالي أصبح مدرباً بدأ مسيرته الاحترافية في سنة 1984 يدرب في ليغا باسكيت الدرجة الأولى. اعتزل اللعب في 2014.

## فرق لعب لها
- يوفي كازيرتا باسكت
- تورونتو رابتورز
- فيكتوريا يبرتاس بيزارو
- سي بي غران كناريا

## روابط خارجية
- فينتشنزو إسبوزيتو على موقع الاتحاد الدولي لكرة السلة (الإنجليزية)
- فينتشنزو إسبوزيتو على موقع إن بي أي (الإنجليزية)
- فينتشنزو إسبوزيتو على موقع سبورتس رفرنس (الإنجليزية)
- فينتشنزو إسبوزيتو على موقع كرة السلة الأوروبية.كوم (الإنجليزية)
- فينتشنزو إسبوزيتو على موقع ريلجم (الإنجليزية)
- فينتشنزو إسبوزيتو على موقع بروبوليرز (الإنجليزية)
- فينتشنزو إسبوزيتو على موقع سبورتس رفرنس (الإنجليزية)